# مران
مران، روستایی از توابع بخش کوهستان شهرستان تنکابن در استان مازندران ایران است.

## جاذبه های گردشگری
حمام تاریخی مران متعلق به دوره قاجاریه است و در حال حاضر مردم روستا از آن استفاده می کنند . آیین شیلان‌کشی امامزاده مران هم یکی از جاذبه‌های گردشگری مذهبی این روستا است. در این آئین که همه ساله برگزار می شود مردم بنای امامزاده را با گچ سفید می‌کنند تا هم مستحکم و هم زیبا شود.

## جمعیت
این روستا در دهستان سه‌هزار قرار دارد و براساس سرشماری مرکز آمار ایران در سال ۱۳۸۵، جمعیت آن ۱۵۲ نفر (۵۱خانوار) بوده‌است.